# Liste der Kardinalskreierungen Johannes’ VIII.
Papst Johannes VIII. (872–882) kreierte in seinem zehnjährigen Pontifikat insgesamt 8 Kardinäle.

## 875
- Petrus, Kardinalpriester von S. Crisogno, † nach 879
- Hadrian, Kardinalpriester von S. Lorenzo in Damaso

## 876
- Walpert, Kardinalbischof von Porto

## 878
- Eugenius, Kardinalbischof von Ostia, † vor 898

## 879
- Gregor, Kardinalbischof von Silva Candida, † vor 884
- Leo, Kardinalbischof von Sabina, † vor 928

## 880
- Marinus, Kardinaldiakon, ab Dezember 882 Papst Marinus I., † 15. Mai 884
- Johannes, Kardinaldiakon, † nach 880